# 托德·馬丁
托德·馬丁（英語：Todd Martin，1970年7月8日—）是一位美國職業網球運動員。生涯最高單打世界排名為第4位。他曾經在1994年的澳洲網球公開賽和1999年的美國網球公開賽上打入決賽，但分別負於山普拉斯和阿格西。他還獲得過8項ATP巡迴賽冠軍。

## 外部連結
- 托德·馬丁（英文/西班牙文）的官方資料
- 托德·馬丁的國際網球總會 職業／青少年 官方資料（英文）
- 托德·馬丁的官方資料（英文）